# تیم ملی فوتبال جزایر ماریانای شمالی
تیم ملی فوتبال جزایر ماریانای شمالی (انگلیسی: Northern Mariana Islands national football team) نماینده کشور جزایر ماریانای شمالی در مسابقات بین‌المللی و آسیا است که زیر نظر فدراسیون فوتبال جزایر ماریانای شمالی فعالیت می‌کند.